# Hans-Dietrich-Genscher-Gymnasium
Das Hans-Dietrich-Genscher-Gymnasium ist ein Gymnasium in der Stadt Halle (Saale) mit bilingualem Unterricht. Es wurde 1909 als Reformrealgymnasium gegründet und wurde 2017 nach dem deutschen, 2016 gestorbenen Politiker Hans-Dietrich Genscher benannt. Ein spezielles Angebot für sprachlich interessierte Schüler ist der bilinguale Unterricht ab Klasse 7.

## Lage
Bereits im November 1908 entstanden Skizzen für einen Neubau des Reformrealgymnasium in Halle. Allerdings tat man sich mit der Auswahl des Bauplatzes schwer, da die Schule im Zentrum lag und die Verteilung der höheren Schulen in Halle berücksichtigt werden sollte. Ein geeigneter Platz wurde am Steintor in der Friesenstraße 3–4 gefunden.

## Geschichte
Gegründet wurde die Schule 1909 als Reformrealgymnasium. 1913 zog sie in das heutige Gebäude. 1937 wurde aus dem Reformrealgymnasium die Friedrich-Nietzsche-Schule, 1947 die Friedrich-Engels-Oberschule. Im März 1946 legte Hans-Dietrich Genscher sein Abitur an der Schule ab. Im Jahre 1955 wurde die Schule zur Kinder- und Jugendsportschule „Friedrich Engels“ umgestaltet. 1969 zog die Polytechnische Oberschule „Dr. Kurt Fischer“, eine Schule mit erweitertem Russisch-Unterricht, ein. Am 2. November 1990 wurde die Dr.-Kurt-Fischer-Schule in Johann-Gottfried-Herder-Schule umbenannt, bevor sie dann am 1. August 1991 den Namen Johann-Gottfried-Herder-Gymnasium erhielt. Am 27. März 2009 fand eine Festveranstaltung anlässlich des 100-jährigen Bestehens des Reformrealgymnasiums statt.
Aufgrund einer Initiative von Schülern, Lehrern und Eltern und eines entsprechenden Beschlusses des Stadtrats trägt die Schule seit dem Schuljahr 2017 den Namen ihres berühmtesten Schülers Hans-Dietrich Genscher.

## Bilingualer Unterricht
Am Hans-Dietrich-Genscher-Gymnasium wird bilingualer Geschichts-, Biologie- und Sozialkundeunterricht (ab der 7. Klasse) in englischer und deutscher Sprache erteilt, wobei die Fremdsprache die eigentliche Unterrichtssprache ist. Bereits im 5. Schuljahr haben die Schüler verstärkten Englischunterricht mit zwei Stunden mehr pro Woche.
Das Hinzukommen sowie das Abwählen von Fächern im Schulwesen Sachsen-Anhalts wird nicht beeinflusst. Nicht jeder Schüler, der das Gymnasium besuchen will, muss eine bilinguale Klasse besuchen.

### Sprachen
- 5. Klasse: mit zwei zusätzlichen Stunden Englisch pro Woche
- 6. Klasse: weiterhin zwei Stunden Englisch mehr pro Woche
- 7. Klasse: Geschichte oder jedes zweite Jahr Biologie in Englisch
- 9. Klasse: Sozialkunde in Englisch

### Sprachreisen
- Klasse 7 oder 8: Fahrt zur Language-Farm (bei Jena oder Altkünkendorf bei Berlin)
- Klasse 9/10: Sprachreise nach England

## Architektur
- Der Architekt Heinrich Quambusch erbaute das Schulgebäude; er wurde damit 1900 beauftragt.
- Der Baustil zeichnet sich durch eine Verbindung von Stahlskelett- und Ziegelmauerkonstruktion aus.
- Das Ziel war die Errichtung eines modernen und monumentalen Schulgebäudes.

## Ehemalige
(Geburtsjahrgang)
Lehrer
- Robert Pahncke (1885–1977), Historiker
- Hans Osterwald (1889–1967), Biologielehrer
- Rolf Osterwald (1923–2020), Chemielehrer

Schüler
- Reinhard Heydrich (1904–1942), Organisator des Holocaust
- Hans Werner Schmidt (1904–1991), Kunsthistoriker, Museumsleiter in Braunschweig
- Rudolf Abderhalden (1910–1965), Mediziner
- Hans-Dietrich Genscher (1927–2016), Politiker
- Hans-Georg Dorendorf (1942–1998), Politiker
- Michael May (1973), Politikwissenschaftler